# Kreuz Werl
Kreuz Werl is een knooppunt in de Duitse deelstaat Noordrijn-Westfalen.
Op dit knooppunt kruist de A445 Hamm-Arnsberg de A44 Kreuz Dortmund/Unna-Dreieck Kassel-Süd.

## Geografie
Het knooppunt ligt in de stad Werl in de Kreis Soest op het plateau van de Soester Börde.
Nabijgelegen steden zijn Wickede en Ense.
Nabijgelegen stadsdelen zijn Werl-Mitte, Büderich en Blumenthal allen van Werl.
Het knooppunt ligt ongeveer 2 km ten zuidwesten van het centrum van Werl en ongeveer 30 km ten oosten van Dortmund, ongeveer 60 km ten westen van Paderborn en ongeveer 15 km ten zuiden van Hamm.

## Configuratie
Knooppunt
Het is een klaverbladknooppunt met rangeerbanen.
Rijstrook
Nabij het knooppunt hebben beide snelwegen 2x2 rijstroken.
Alle verbindingswegen hebben één rijstrook.
Bijzonderheid
De A445 vormt de toegang tot het Hochsauerland.

## Verkeersintensiteiten
Dagelijks passeren ongeveer 80.000 voertuigen het knooppunt.
| Van                     | Naar                      | Gemiddeld aantal voertuigen per dag | Percentage vrachtverkeer |
| ----------------------- | ------------------------- | ----------------------------------- | ------------------------ |
| AS Unna-Ost (A 44)      | AK Werl                   | 59.200                              | 20,1 %                   |
| AK Werl                 | AS Werl-Süd (A 44)        | 51.200                              | 18,8 %                   |
| AS Werl-Zentrum (A 445) | AK Werl                   | 19.400                              | 11,5 %                   |
| AK Werl                 | AS Wickede (Ruhr) (A 445) | 32.100                              | 13,8 %                   |

| Aansluitende wegen       | Aansluitende wegen                   | Aansluitende wegen                        | Aansluitende wegen | Aansluitende wegen |
| ------------------------ | ------------------------------------ | ----------------------------------------- | ------------------ | ------------------ |
|                          |                                      | richting Werl Hamm                        |                    |                    |
|                          |                                      |                                           |                    |                    |
| richting Unna / Dortmund | richting Werl-Süd / Kassel Paderborn |                                           |                    |                    |
|                          |                                      |                                           |                    |                    |
|                          |                                      | richting Wickede (Ruhr) Brilon / Arnsberg |                    |                    |